# Rafi Elul
Rafi Elul (hebrejsky רפי אלול‎, oficiálně Refa'el Elul, רפאל אלול‎) je izraelský politik a bývalý poslanec Knesetu za Stranu práce.

## Biografie
Narodil se 23. září 1957 v Maroku. V roce 1961 přesídlil do Izraele. Sloužil v izraelské armádě, kde dosáhl hodnosti Master Sergeant (Rav Samal Rišon). Vystudoval v bakalářském programu politologii na Bar-Ilanově univerzitě, na téže škole pak v magisterském cyklu i obor obchodní administrativa. Dále zde absolvoval kurz ve veřejné správě. Pracoval pak ve veřejné správě. Hovoří hebrejsky, anglicky, francouzsky a arabsky.

## Politická dráha
Působil jako starosta města Mazkeret Batja, předsedal fondu místních samospráv pro rozvoj služeb pro mentálně postižené. Byl členem týmu televize Aruc Štajim. Byl předsedou sdružení přátel Kaplanovy nemocnice.
V izraelském parlamentu zasedl poprvé po volbách v roce 1992, v nichž kandidoval za Stranu práce. Byl členem výboru pro drogové závislosti, výboru pro televizi a rozhlas, výboru pro vzdělávání a kulturu, výboru House Committee a výboru finančního. Mandát obhájil po volbách v roce 1996. Zastával post předsedy petičního výboru, byl členem výboru pro vědu a technologie, výboru House Committee, výboru pro zahraniční dělníky, výboru pro vzdělávání a kulturu a výboru pro záležitosti vnitra a životního prostředí.
Ve volbách v roce 1999 mandát neobhájil, počátkem 21. století přešel do strany Kadima, za kterou neúspěšně kandidoval ve volbách v roce 2006 a ve volbách v roce 2009.